# آلبرتو سوریا
آلبرتو سوریا (اسپانیایی: Alberto Soria‎؛ زادهٔ ۱۰ مارس ۱۹۰۶) یک بازیکن فوتبال اهل پرو است.

## تیم ملی
وی همچنین در تیم ملی فوتبال پرو بازی کرده است.